# Estudante internacional

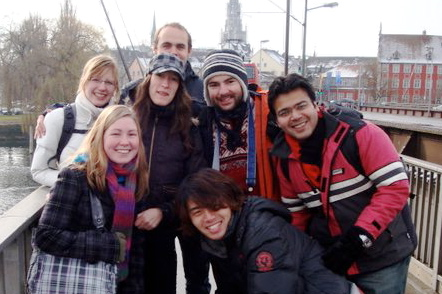
Estudantes internacionais em Liechtenstein

Estudantes internacionais, ou estudantes estrangeiros, são estudantes que optaram por realizar a totalidade ou parte do ensino superior em um país diferente do seu e se mudaram para esse país com o objetivo de estudar.
Em 2019, havia mais de 6 milhões de estudantes internacionais, acima dos 2 milhões registrados em 2000. Os Estados Unidos (com 976.853 estudantes internacionais), a Austrália (509.160 estudantes) e o Reino Unido (489.019 estudantes) foram os destinos mais populares, recebendo 33% dos estudantes internacionais do mundo.